# Grupo de los alabastrones de Pédico

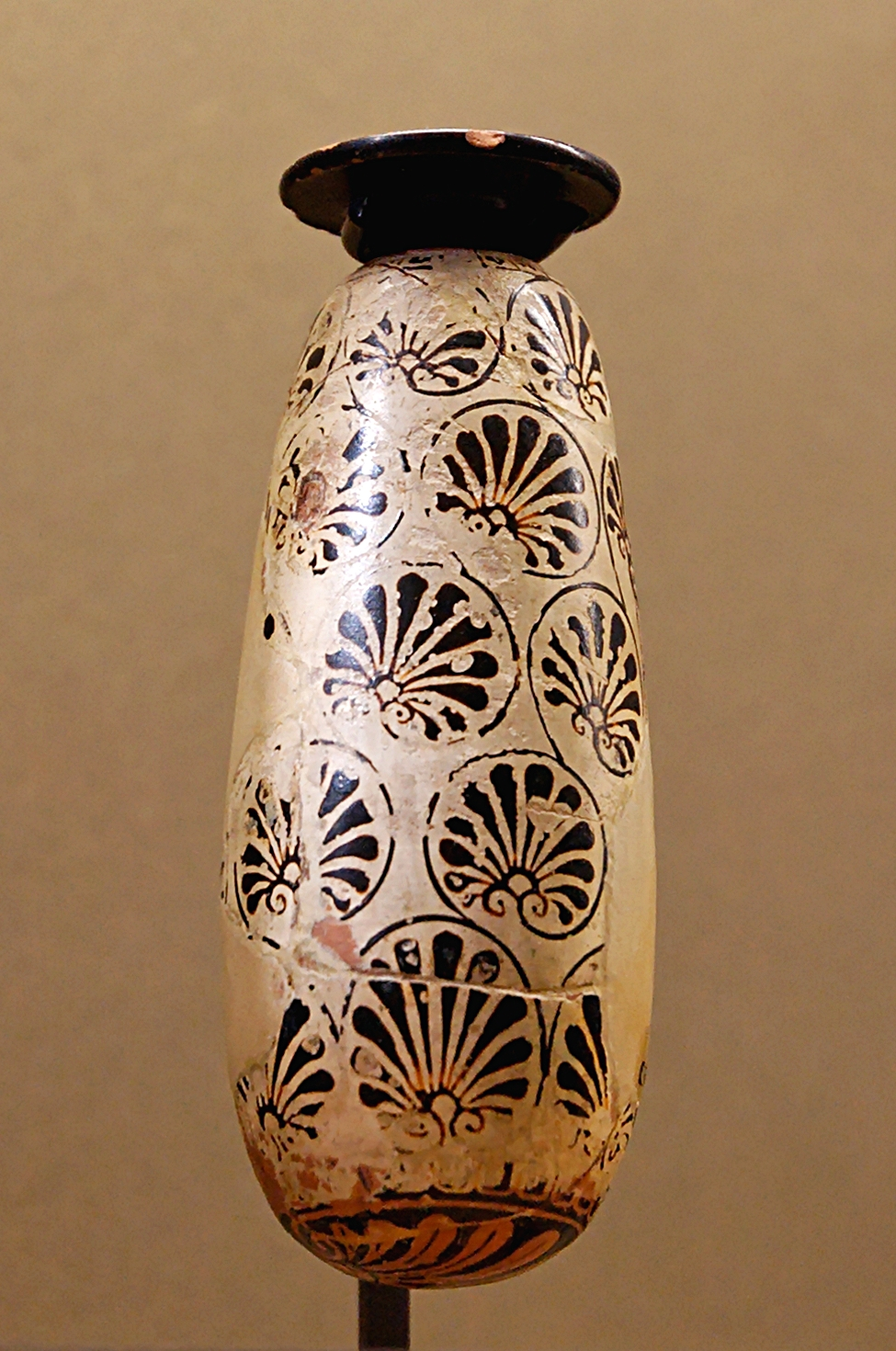
Alabastrón de Pédico, firmado por Pasiades, París, Louvre CA 1920.

Se denomina grupo de los alabastrones de Pédico a un grupo ático de alabastrones de finales del siglo VI a. C. y a sus pintores.
Los números 1 a 6 son alabastrones de fondo blanco, los números 7 a 27 son de fondo rojo. Los números 1 y 2 están firmados por Pasiades como alfarero y pintados por un pintor cercano al Pintor de Evérgides, el Pintor de Pasiades. Los números 3 a 6 están decorados de forma puramente floral con palmetas y son de un solo pintor, de los cuales el número 3 está firmado por Pasiades. De los ejemplos con figuras rojas, el ejemplo de París, Louvre CA 487, está firmado por Pédico como alfarero, y luego el nombre del grupo. John Beazley reflexionó sobre si Pédico (traducido como “infantil, amuchachado”) no era un apodo de Pasiades y se trataba de una única persona. 
1. Londres, Museo Británico B 667,[2] firmado por Pasiades como alfarero.
2. Atenas, Museo Nacional 15002, firmado por Pasiades como alfarero.
3. París, Louvre CA 1920
4. Atenas, Museo Nacional 2297
5. Nueva York, Museo Metropolitano de Arte 21.89
6. Nueva York, Museo Metropolitano de Arte 06.1021.92, núm. 7-29, alabastrón de figuras rojas.